# Rodenbach (Eisbach)
Der Rodenbach ist ein knapp 10 km langer Bach in den rheinland-pfälzischen Landkreisen Donnersberg und
Bad Dürkheim und ein linker Zufluss des Eisbachs im nordöstlichen Pfälzerwald und im Rheinhessischen Tafel- und Hügelland.

## Geographie

### Verlauf
Der Rodenbach entspringt auf etwa 320 m ü. NHN westlich des zur Ortsgemeinde Kerzenheim gehörenden Weilers Rosenthalerhof. Nach etwa 500 m ist er aufgestaut zum Rosenthaler Weiher, einem sogenannten Woog, der einen Durchmesser von 50 m besitzt. Der Rodenbach passiert die Kerzenheimer Steinäckersiedlung und fließt hauptsächlich in nordöstlicher Richtung rechts parallel der Kreisstraße 78. Im Tal zwischen Kerzenheim im Norden und der Kleinstadt Eisenberg im Süden unterquert er von Westen her zunächst die alte, dann die neue Bundesstraße 47 (Eisenberg–Dreisen) und wendet sich anschließend mehr nach Osten.
Östlich von Kerzenheim nimmt der Rodenbach von links seinen stärksten Zufluss auf, den gut 3 km langen Kerzenheimer Bach. Anschließend unterquert er nacheinander die Landesstraßen 452 und 448, letztere bereits im Ebertsheimer Ortsbezirk Rodenbach, der ihm seinen Namen verdankt. Dort biegt der Bach nach Süden ab und unterquert am Ostrand von Ebertsheim die Landesstraße 395 (Grünstadt–Enkenbach-Alsenborn). 50 m weiter mündet er auf etwa 160 m Höhe von links in den Eisbach. 250 m unterhalb auf der gleichen Eisbachseite liegt die Mündung des Quirnheimer Bachs, knapp oberhalb gegenüber die des Seltenbachs.

### Zuflüsse
- Bach vom Kerzweilerhof (links), 1,6 km, 1,92 km²
- Bach aus der Arlessiedlung (rechts), 1,2 km, 0,99 km²
- Kerzenheimer Bach (links), 3,2 km, 2,56 km²
- Stehrbach (links), 1,1 km, 1,53 km²
- Mangelbach (links), 1,5 km, 2,00 km²

## Geschichte
Der Bach wird im Jahr 769 („super fluuio Rodenbach“) erstmals schriftlich genannt.
Die Deutung des Namens ist unsicher. Er könnte „roter Bach“ oder „gerodeter Bach“ bedeuten. Alternativ leiten ihn Historiker von „Bach des Rodo“ ab. Rodo ist ein fränkischer Eigenname und deutet auf einen Landbesitzer hin, der an dem Bach Wasserrechte hatte. Südöstlich von Rodenbach, wenig unterhalb der Abknickung des Baches nach Süden, wurde früher die Kronenmühle betrieben. An sie erinnert heute noch ein Straßenname.

## Sehenswürdigkeiten
- Ehemaliges Kloster St. Remigius beim Rosenthalerhof
- Ehemaliges Kloster Rosenthal, vorübergehend (1298–1309) Grablege des Königs Adolf von Nassau
- Evangelische Kirche Rodenbach, im 11. oder 12. Jahrhundert als „St. Brigitta“ in gotischem Stil erbaut